# Yasuyuki Kuwahara
Yasuyuki Kuwahara (født 22. december 1942, død 1. marts 2017) var en japansk fodboldspiller.

## Japans fodboldlandshold
| Japans landshold | Japans landshold | Japans landshold |
| År               | Kmp              | Mål              |
| ---------------- | ---------------- | ---------------- |
| 1966             | 4                | 2                |
| 1967             | 1                | 1                |
| 1968             | 2                | 1                |
| 1969             | 4                | 1                |
| 1970             | 1                | 0                |
| Total            | 12               | 5                |